# Atelopus chocoensis
Atelopus chocoensis es una especie de anfibio anuro  de la familia Bufonidae endémica de Colombia. Su hábitat natural son bosques montanos secos. Está amenazada de extinción por la pérdida y degradación de su hábitat natural y por la quitridiomicosis. No se ha hallado ningún individuo de esta especie desde 1998 y puede estar extinta o tener una población muy reducida.

## Descripción
De tamaño mediano a pequeño. Coloración verde pasto llamativa con zonas laterales y ventrales anaranjadas. Hocico proyectado y puntiagudo. Su piel está recubierta por protuberancias pequeñas. Extremidades posteriores largas y delgadas con piel interdigital extendida. La membrana timpánica es amplia y fácilmente visible. De comportamiento diurno.

## Distribución
A. chocoensis habita entre lo 1900 y 2250 m s. n. m. al borde de caminos en bosques montanos. Se han hallado ejemplares en el Cerro del Inglés, en cercanías a San José del Palmar en la Serranía de los Paraguas del departamento del Chocó y en el sector del Boquerón, en El Cairo, Valle del Cauca. Se han registrado ejemplares en hábitats transformados, entre la vegetación herbácea.